# 바버라 복서
바버라 수 복서(영어: Barbara Sue Boxer, 1940년 11월 11일~)는 미국의 정치인, 로비스트, 전직 기자로, 1993년부터 2017년까지 캘리포니아 미국 상원의원을 지냈다. 민주당 소속이었으며, 1983년부터 1993년까지 캘리포니아 제6선거구의 미국 하원을 지냈다. 자유주의적 관점을 가지고 있는 것으로 알려져 있다.

## 생애
뉴욕 브루클린 에서 태어났으며 조지 W. 윙게이트 고등학교와 브루클린 칼리지를 졸업하였다. 존 L. 버튼 의원의 보좌관으로도 일하였다. 6년간 마린 카운티 감독 위원회에서 위원으로 활동하였으며, 위원회의 첫 여성 위원장이 되었다. '바바라 복서가 신경쓴다'라는 슬로건을 내걸고 1982년 캘리포니아 제6선거구의 미국 하원의원으로 선출되었다.
복서는 2016년 재선에 나서지 않았다. 그녀의 뒤를 이어 캘리포니아 주 법무장관이자 후에 부통령을 맡게 된 카멀라 해리스가 의장직을 이어받았다. 2020년 1월 워싱턴 D.C.에 있는 로비 회사 Mercury Public Affairs에 공동 의장으로 합류하였다. 2021년 10월, 복서는 Mercury 캘리포니아 사무실에서 대규모 직원 이탈을 주도하여 자체 홍보 및 컨설팅 회사를 공동 설립하였다.

## 역대 선거 결과
| 선거명      | 직책명                          | 대수  | 정당   | 득표율 | 득표수      | 결과 | 당락                       |
| ----------- | ------------------------------- | ----- | ------ | ------ | ----------- | ---- | -------------------------- |
| 1982년 선거 | 하원의원 (캘리포니아 제6선거구) | 98대  | 민주당 | 52.36% | 96,379표    | 1위  | 캘리포니아주 하원의원 당선 |
| 1984년 선거 | 하원의원 (캘리포니아 제6선거구) | 99대  | 민주당 | 67.97% | 162,511표   | 1위  | 캘리포니아주 하원의원 당선 |
| 1986년 선거 | 하원의원 (캘리포니아 제6선거구) | 100대 | 민주당 | 73.85% | 142,946표   | 1위  | 캘리포니아주 하원의원 당선 |
| 1988년 선거 | 하원의원 (캘리포니아 제6선거구) | 101대 | 민주당 | 73.35% | 176,645표   | 1위  | 캘리포니아주 하원의원 당선 |
| 1990년 선거 | 하원의원 (캘리포니아 제6선거구) | 102대 | 민주당 | 68.07% | 137,306표   | 1위  | 캘리포니아주 하원의원 당선 |
| 1992년 선거 | 상원의원 (캘리포니아 제3부)     | 103대 | 민주당 | 47.90% | 5,173,467표 | 1위  | 캘리포니아주 상원의원 당선 |
| 1998년 선거 | 상원의원 (캘리포니아 제3부)     | 106대 | 민주당 | 53.06% | 4,411,705표 | 1위  | 캘리포니아주 상원의원 당선 |
| 2004년 선거 | 상원의원 (캘리포니아 제3부)     | 109대 | 민주당 | 57.71% | 6,955,728표 | 1위  | 캘리포니아주 상원의원 당선 |
| 2010년 선거 | 상원의원 (캘리포니아 제3부)     | 112대 | 민주당 | 52.18% | 5,218,441표 | 1위  | 캘리포니아주 상원의원 당선 |